# Poloxamer 407

Poloxamer 407 se skládá z bloků o přibližné délce a = 101 a b = 56.

Poloxamer 407 je kopolymerní organická sloučenina patřící mezi poloxamery, používaná jako neiontový tenzid. Jedná se o trojblokový kopolymer, kde je středový hydrofobní blok tvořen propylenglykolovými jednotkami s navázanými dvěma hydrofilní polyethylenglykolovými jednotkami; tyto jednotky obsahují kolem 101 molekul ethylenglykolu, zatímco propylenglykolový blok se skládá z přibližně 56 monomerů.

## Použití
Poloxamer 407 se používá převážně jako tenzid, například v kosmetice, kde umožňuje rozpouštět ve vodě olejovité přísady. Rovněž může být součástí roztoků na čištění kontaktních čoček, kde usnadňuje smývání vrstev nepolárních látek jako jsou tuky. Nachází se také v některých ústních vodách. Probíhá výzkum možného využití poloxameru 407 při dočasném spojování přerušených cév před jejich chirurgickým propojením.
Poloxamer 407 nachází využití také v biotisku. V 30% roztoku vytváří pevný gel, ovšem při ochlazení na 4 °C se mění na kapalinu, což umožňuje jeho využití k tvorbě dutin v hydrogelech.